# Boruty (gmina Rzewnie)
Boruty – wieś sołecka w Polsce położona w województwie mazowieckim, w powiecie makowskim, w gminie Rzewnie.
| SIMC    | Nazwa      | Rodzaj     |
| ------- | ---------- | ---------- |
| 0519660 | Gardziołki | przysiółek |

Wierni Kościoła rzymskokatolickiego należą do parafii św. Jacka w Rzewniu.
W latach 1975–1998 miejscowość należała administracyjnie do województwa ostrołęckiego.